# Linia U6 metra w Berlinie
Linia U6 metra w Berlinie, U6 – wielkoprofilowa linia metra w Berlinie. Ma długość 19,8 km i 29 stacji. Przebiega z północy na południe (początkowo nazywana Nord-Süd-Bahn – pol. dosł. linia północ-południe) z dzielnicy Tegel przez dzielnice Reinickendorf, Wedding, Mitte, Kreuzberg, Tempelhof aż do dzielnicy Mariendorf.

## Przebieg
Począwszy od dzielnicy Tegel, linia biegnie tunelem wzdłuż Berliner Straße. Tuż za stacją Borsigwerke wychodzi na powierzchnię i biegnie wzdłuż ulic Seidelstraße i Scharnweberstraße. Za stacją Scharnweberstraße ponownie wraca do tunelu i jedzie pod ulicami Müllerstraße, Chausseestraße i Friedrichstraße, aż dojeżdża do Mehringplatz. Za nim przejeżdża pod Landwehrkanal i lekko skręca w kierunku ulicy Mehringdamm. Przejeżdża pod nią, a także pod Tempelhofer Damm. Teltowkanal pokonuje przejeżdżając po moście znajdującym się pod mostem drogowym. Następnie przebiega pod Mariendorfer Damm. Swój bieg kończy w dzielnicy Mariendorf, w rejonie skrzyżowania Mariendorfer Damm z Reißeckstraße i Friedenstraße.

## Kolory i oznaczenia
Od czasów budowy linii w latach 20. XX wieku, oznaczano i oznacza się ją kolorem fioletowym. Do lat 60. linię oznaczano także literą C – odcinek do Berlin-Neukölln jako CI, a do Berlin-Tempelhof jako CII. W 1966, po rozdzieleniu linii (odgałęzienie do Berlin-Neukölln stało się częścią linii U7), dotychczasowa linia CII została przemianowana na linię o numerze 6. W 1984 roku, w celu uniknięcia pomylenia z (zachodnioberlińską) linią kolei miejskiej (S-Bahn), przed numerem postawiono literę U.

## Historia
Historię budowy linii możemy podzielić na 4 części:

### Linia północ – południe

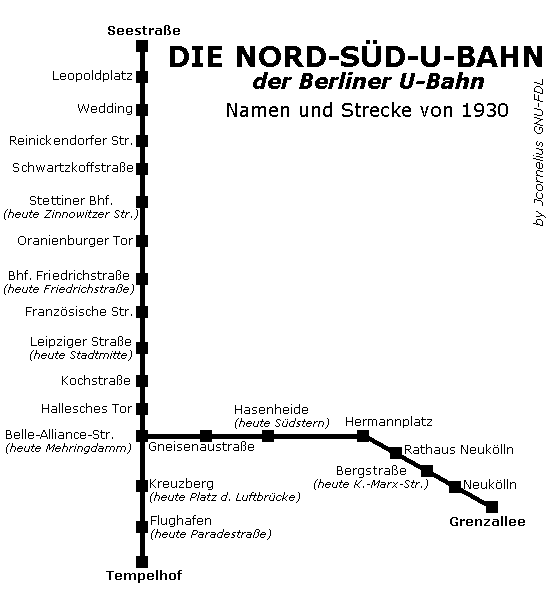
Linia wraz ze stacjami w 1930 roku

Już w 1880 roku Werner von Siemens złożył wniosek z propozycją budowy "kolei wysokiej" (Hochbahn) biegnącej nad Friedrichstraße. Jednak przed początkiem XX wieku władze Berlina nie były chętne budowie kolei podziemnej lub naziemnej jako formy komunikacji miejskiej. Miasto twierdziło, że sieć tramwajów w zupełności wystarczy, aby zapewnić mieszkańcom odpowiednią możliwość poruszania się po Berlinie. Z tych powodów te i inne wnioski zostały odrzucone. Siemens, po długich staraniach, dostał pozwolenie na budowę, ale na ówczesnych peryferiach miasta, a kolej nad Friedrichstraβe nie powstała.
W 1902 prywatne przedsiębiorstwo Siemens und Halske uruchomiło pierwszą w mieście, a także w kraju, linię metra, tzw. Hochbahn (pol. kolej wysoka), ponieważ wybudowano ją na stalowej estakadzie). Postanowiono rozpocząć planowanie kolejnej, która miała zostać wybudowana i eksploatowana przez miasto. Jej ostateczny przebieg ustalono w 1910 roku.
2 grudnia 1912 roku ruszyły prace budowlane. Początkowo tempo budowy było szybkie, otwarcie pierwszego odcinka planowano na 1917 rok. W 1914 roku, z powodu wybuchu I wojny światowej, prace zostały spowolnione. Z 7 planowanych odcinków, budowa tylko 4 została zakończona w stanie surowym. Około 1916 roku prace zostały prawie całkowicie wstrzymane.
W 1919 budowa ruszyła ponownie, jednak w czasie inflacji (1921 rok) rozważano nawet zasypanie wybudowanego już tunelu. Stwierdzono jednak, że koszt zużytego w tym celu piasku będzie mniej więcej równy kosztom dokończenia budowy. Ze względu na konieczne oszczędności, spowodowane stratami wojennymi i inflacją, znacznie uproszczono architekturę stacji. Dworce zostały skromnie urządzone, na ścianach położono biały tynk. Jedynymi kolorowymi elementami były kolumny i szyldy. Skrócono również długość peronów – z zazwyczaj budowanych 110 – 120 m do 80 m. W późniejszych latach krótsza długość peronów uniemożliwiła potrzebne zwiększenie liczby wagonów zatrzymujących się na stacjach (z 4 do 6). Mimo że linia była budowana jako wielkoprofilowa, ze względu na oszczędności nie zakupiono nowych pociągów, tylko pożyczono 50 małoprofilowych wagonów od przedsiębiorstwa eksploatującego linię Hochbahn.
30 stycznia 1923 roku uruchomiono pierwszy odcinek linii, pomiędzy stacjami Hallesches Tor i Stettiner Bahnhof (dzisiejsza Zinnowitzer Straße). 8 marca 1923 roku linię przedłużono ze stacji Stettiner Bahnhof do Seestraße. Za dworcem Seestraße (w kierunku Tegel) uruchomiono stację obsługową.

### Przedłużenie w kierunku południowym
Planując rozbudowę linii, jej południowy odcinek podzielono na dwie odnogi: w kierunku Berlin-Tempelhof i Berlin-Neukölln. Odcinek prowadzący do Neukölln jest obecnie fragmentem linii U7. Ze względu na spory z dzielnicą Tempelhof, jako pierwsze prace budowlane wykonano na odgałęzieniu do Neukölln. W kwietniu 1924 roku otwarto odcinek od stacji Hallesches Tor przez Belle-Alliance-Straße (dziś Mehringdamm) do Gneisenaustraße (dzisiejsza stacja na linii U7).
W 1924 rozpoczęła się budowa tunelu w kierunku dzielnicy Tempelhof. W lutym 1926 roku otwarto odcinek od stacji Belle-Alliance-Straße (Mehringdamm) do stacji Kreuzberg (dzisiejszy Platz der Luftbrücke). W rok później linia dotarła do stacji Flughafen (od 1937 roku Paradestraße). Tuż obok stacji znajduje się lotnisko Tempelhof (dziś już nieczynne, przed wojną główny port lotniczy miasta).
W 1929 roku metro dotarło do dworca kolei miejskiej Berlin-Tempelhof (S-Bahnhof Tempelhof). Wykorzystując fakt, że linia musiała przebiegać głęboko pod koleją obwodową (Ringbahn), zbudowano przestronną stację metra.

### Daty otwarcia poszczególnych odcinków
- 30 stycznia 1923: Naturkundemuseum ↔ Hallesches Tor
- 8 marca 1923: Seestraße ↔ Zinnowitzer Straße
- 19 kwietnia 1924: Hallesches Tor ↔ Mehringdamm
- 14 lutego 1926: Mehringdamm ↔ Platz der Luftbrücke
- 10 września 1927: Platz der Luftbrücke ↔ Paradestraße
- 22 grudnia 1929: Paradestraße ↔ Tempelhof (Südring)
- 3 maja 1956: Kurt-Schumacher-Platz ↔ Seestraße
- 31 maja 1958: Alt-Tegel ↔ Kurt-Schumacher-Platz
- 28 lutego 1966: Tempelhof (Südring) ↔ Alt-Mariendorf